# Nuotama Bodomo

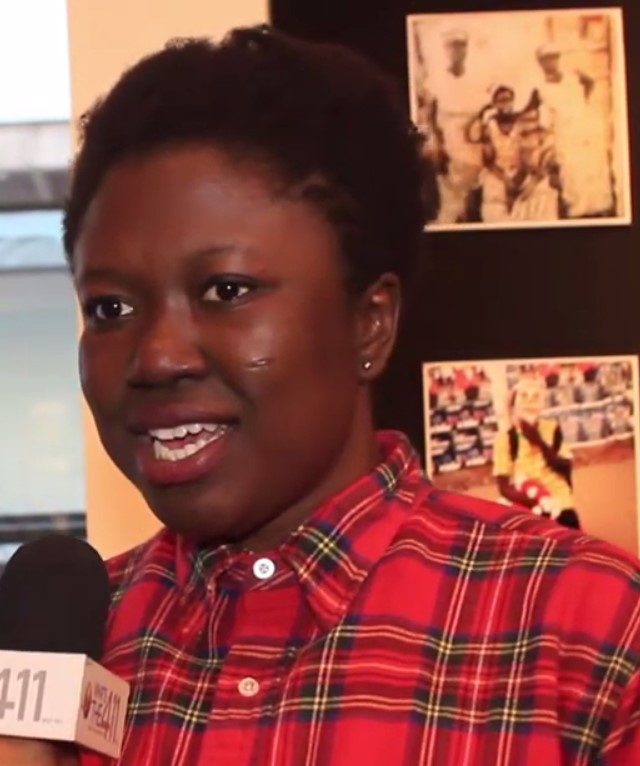
Nuotama Bodomo

Nuotama Frances Bodomo (geb. 1988 in Accra) ist eine ghanaische Filmemacherin.

## Leben
Bodomo verbrachte ihre Kindheit in verschiedenen Teilen der Welt, darunter Norwegen und Hongkong, was ihr eine interkulturelle Perspektive verlieh. Ihr Studium des Films führte sie an die Columbia University und die Tisch School of the Arts der NYU.

## Werk
Ihr Werk zeichnet sich durch eine Auseinandersetzung mit Themen der Identität, Zugehörigkeit und der Repräsentation afrikanischer Perspektiven aus. Ihre Filme, darunter Boneshaker (2013), Afronauts (2014) und Everybody Dies! (2016), wurden auf renommierten Filmfestivals wie Sundance Film Festival, der Berlinale, Telluride, Rotterdam, SXSW und New Directors/New Films gezeigt und fanden internationale Anerkennung. Ihr Engagement für eine vielschichtige Darstellung afrikanischer Realitäten spiegelt sich auch in ihrer Beteiligung an der preisgekrönten HBO-Serie Random Acts of Flyness wider, für die sie als Autorin und Regisseurin tätig war. Ihre Filme werden auf Plattformen wie Netflix und dem Criterion Channel gestreamt.
Afronauts (2014), inspiriert von der wahren Geschichte eines zambischen Raumfahrtprogramms aus dem Jahr 1964, steht exemplarisch für Bodomos Ziel, reale Ereignisse durch das Prisma der spekulativen Fiktion neu zu interpretieren. Diese Arbeit, die sowohl im Film als auch in Kunstkontexten Anerkennung fand, stellt Fragen nach Heldenerzählungen und der Instrumentalisierung der Realität gegenüber afrikanischen Geschichten in den Mittelpunkt. Bodomos Entscheidung, den Film in schwarz-weiß zu drehen, zielt auf die eine zeitlose Erzählung und Reflexion über Authentizität.

## Auszeichnungen
Für ihre Beiträge zum Film wurde Bodomo mit zahlreichen Auszeichnungen geehrt, darunter die Nennung als eine der 25 New Faces of Independent Film von Filmmaker Magazine im Jahr 2014 und eine Fellowship der United States Artists im Bereich Film im Jahr 2019.